# Kateřina z Hohenlohe-Waldenburg-Schillingsfürst
Kateřina z Hohenlohe-Waldenburg-Schillingsfürst (Kateřina Vilemína Marie Josefa; 19. ledna 1817, Stuttgart – 15. února 1893, Freiburg im Breisgau) byla členkou rodu Hohenlohe-Waldenburg-Schillingsfürst a sňatkem rodu Hohenzollern-Sigmaringen a hohenzollernsko-sigmaringenskou kněžnou.

## Život
Kateřina se narodila jako jediná dcera knížete Karla Albrechta III. z Hohenlohe-Waldenburg-Schillingsfürst a jeho druhé manželky Leopoldiny Fürstenbergové. Po rozchodu rodičů žila s matkou v Donaueschingenu.
V roce 1838 se provdala za hraběte Franze Erwina von Ingelheim; manželství zůstalo bezdětné. Po smrti prvního manžela se v roce 1848 stala druhou manželkou knížete Karla von Hohenzollern-Sigmaringen. Karel měl se svou první manželkou Marií Antoinette Muratovou, neteří neapolského krále Joachima Murata, čtyři děti. Také toto Kateřinino manželství zůstalo bezdětné.
Po Karlově smrti vstoupila Kateřina do kláštera Sant'Ambrogio della Massima jako novicka. Z kláštera uprchla poté, co se ji jeptišky pokusily otrávit. Zemřela pouhých osm měsíců před narozením svého nevlastního prapravnuka, budoucího krále Karla II. Rumunského.

## Tituly a oslovení
- 19. ledna 1817 – 8. května 1838: Její Jasnost princezna Kateřina z Hohenlohe-Waldenburg-Schillingsfürst
- 8. května 1838 – 14. března 1848: Její Jasnost princezna Kateřina, hraběnka Erwin von Ingelheim
- 14. března 1848 – 11. března 1853: Její Jasnost kněžna z Hohenzollern-Sigmaringen
- 11. března 1853 – 15. února 1893: Její Jasnost kněžna z Hohenzollern-Sigmaringen vdova